# 8651 Alineraynal
8651 Alineraynal este un asteroid care intersectează orbita planetei Marte.

## Descriere
8651 Alineraynal este un asteroid care intersectează orbita planetei Marte. El prezintă o orbită caracterizată de o semiaxă mare de 2,29 ua, o excentricitate de 0,28 și o înclinație de 2,0° în raport cu ecliptica.